# (473100) 2015 HN167
(473100) 2015 HN167 es un asteroide perteneciente al cinturón de asteroides, descubierto el 3 de febrero de 2009 por el equipo del Spacewatch desde el Observatorio Nacional de Kitt Peak, Arizona, Estados Unidos.

## Designación y nombre
Designado provisionalmente como 2015 HN167.

## Características orbitales
2015 HN167 está situado a una distancia media del Sol de 3,002 ua, pudiendo alejarse hasta 3,432 ua y acercarse hasta 2,571 ua. Su excentricidad es 0,143 y la inclinación orbital 4,514 grados. Emplea 1899 días en completar una órbita alrededor del Sol.

## Características físicas
La magnitud absoluta de 2015 HN167 es 17.